# سکینه یعقوبی
سکینه یعقوبی بنیانگذار و مدیر عامل «مؤسسه آموزشی افغان»، متولد هرات است. در سال ۱۹۹۵ میلادی ۱۳۷۶ شمسی مؤسسه آموزشی افغان را پایه‌گذاری کرد. او به خاطر فعالیت‌هایش در زمینه حقوق کودکان و زنان شهرت دارد و در طی این سالها چند جایزه به خاطر فعالیت‌هایش در این زمینه‌ها دریافت کرده. سکینه یعقوبی در ویژه برنامه‌های صد زن بی‌بی‌سی فارسی هم یکی از صد زن برجسته سال ۲۰۱۵ این برنامه‌ها بود و به عنوان سردبیر مهمان یکی از شصت دقیقه‌های ویژه صد زن بود.

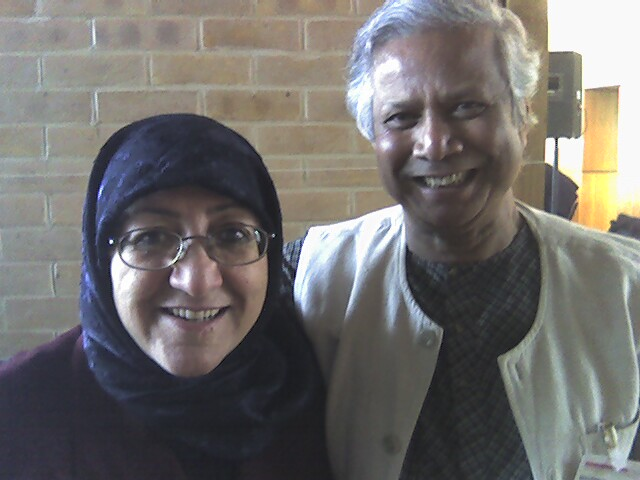
سکینه یعقوبی برنده جایزه صلح نوبل و محمد یونس

## جوایز بین‌المللی
در سال ۲۰۱۲ سکینه یعقوبی و مؤسسه آموزشی افغان جایزه افتخاری جهانی کودکان را از آن خود کرد. دانشگاه پرینستون آمریکا هم در سال ۲۰۱۳ میلادی به یعقوبی دکترای افتخاری اعطا کرد. در همین سال یعقوبی و مؤسسه او یک جایزه یک میلیون دلاری را نیز دریافت کردند. در سال ۲۰۱۵ جایزه وایز برای تحصیلات نیز به او اعطا شد.

## مؤسسه آموزشی افغان
این مؤسسه به منظور آموزش معلمان و مربیان زن و همین‌طور بهبود و گسترش آموزش و پرورش در افغانستان تأسیس شده‌است. 
ما برای نیازمندترین قشرها جامعه خدمات ایجاد می‌کنیم. ما برای رسیدن به افغانستانی متعادل و آرام تلاش می‌کنیم، جایی که ارزش همه شهروندان با هم برابر است و همه به فرصت‌های آموزشی، بهداشتی و اقتصادی دسترسی دارند. 
این مؤسسه آموزش در سطوح آمادگی (قبل از دبستان) تا پایان دبیرستان را برای دانش آموزان فراهم می‌کند. در گذشته دوره‌های دانشگاهی مانند پرستاری هم در این مؤسسه برگزار می‌شد. مؤسسه آموزشی افغان سعی دارد به دانش آموزان حرفه‌هایی نیز آموزش دهد که بتوانند با استفاده از آنها برای خود کسب درآمد کنند.

یکی از دوره‌های آموزشی که در مؤسسه آموزشی افغان برگزار می‌شود دوره‌های آموزش مدرس است. 
خانم یعقوبی می‌گوید: «هر زنی باید روی پاهای خودش بایستد و توان آن را داشته باشد که مستقل باشد؛ بنابراین این مراکز هم باید خودکفا و مستقل باشند و وقتی به این مرحله رسیدند، دین خودشان را به سازمان خودشان ادا خواهند کرد و آموزش مراکز جدیدی را که باز می‌شود بر عهده خواهند گرفت و به آنها کمک خواهند کرد که خودکفا و مستقل باشند و این فرایند ادامه پیدا خواهد کرد.»

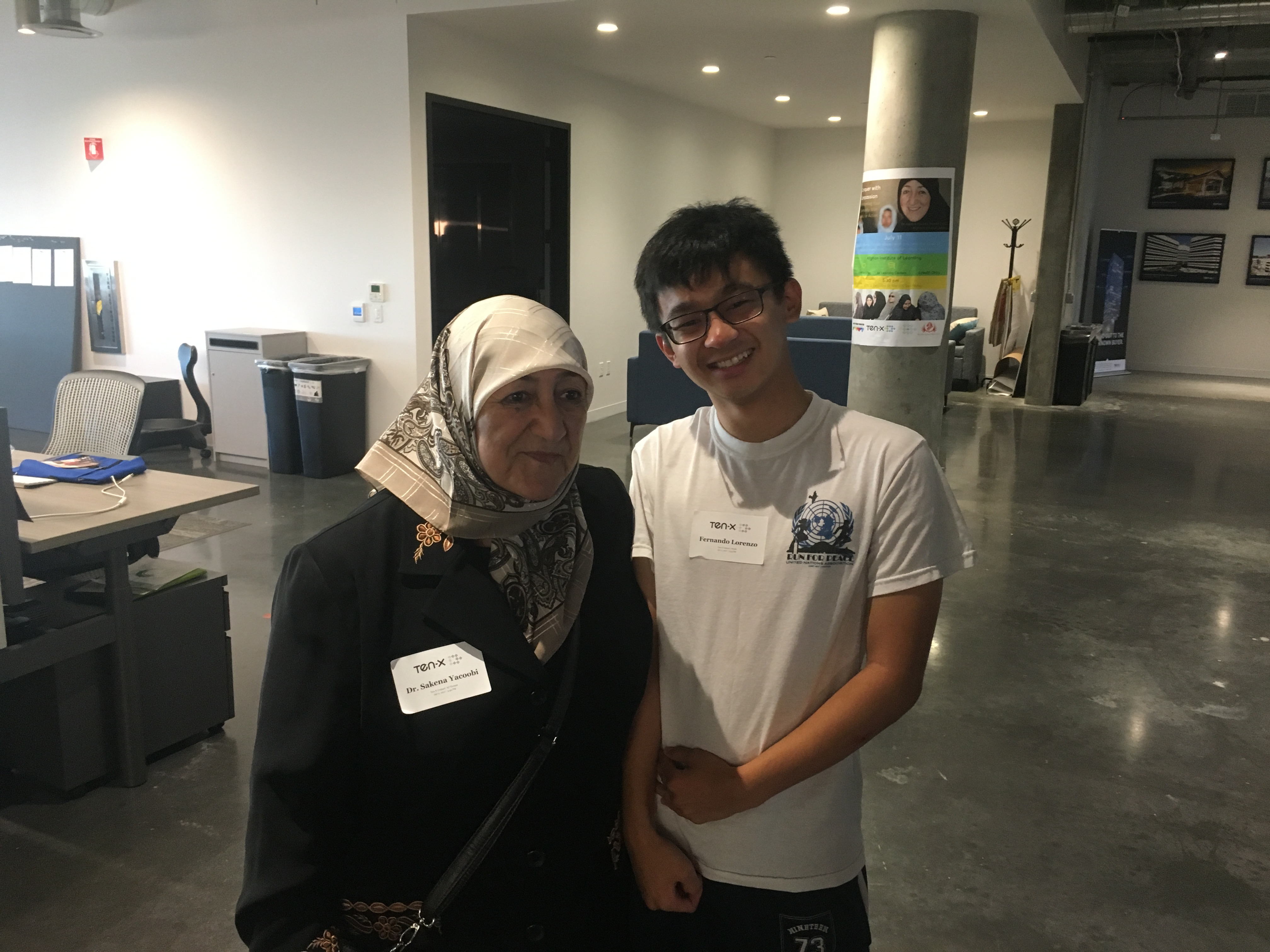
سکینه یعقوبی و فرناندو لورنزو